# Parmacella tenerifensis
Parmacella tenerifensis is een slakkensoort uit de familie van de Parmacellidae. De wetenschappelijke naam van de soort is voor het eerst geldig gepubliceerd in 1985 door Alonso, Ibanez & Diaz.